# خوسيه غارسيا (لاعب كرة قدم إسباني)
خوسيه غارسيا (بالإسبانية: José Manuel García Maurin)‏ (13 يناير 1997 ببنبلونة في إسبانيا - ) هو لاعب كرة قدم إسباني في مركز جناح ‏. لعب مع أوساسونا.

## وصلات خارجية
- خوسيه غارسيا على موقع قاعدة بيانات كرة القدم.إي يو (الإنجليزية)
- خوسيه غارسيا على موقع Soccerway.com (الإنجليزية)